# Alessia Merz
Alessia Merz (Trento, 24 settembre 1974) è una showgirl, conduttrice televisiva e attrice italiana.
È stata anche modella e interprete di fotoromanzi.
Dopo aver debuttato con successo nel programma Non è la Rai, è stata scelta da Antonio Ricci come velina per la stagione 1995-1996 di Striscia la notizia assieme a Cristina Quaranta. Successivamente si è cimentata come attrice in film e fiction televisive e come conduttrice televisiva.

## Biografia

### Anni novanta:Non è la Raie il successo televisivo
Ha esordito facendo parte del cast della seconda edizione di Non è la Rai, dove rimarrà fino alla chiusura del programma nel giugno del 1995, risultando una delle ragazze più apprezzate per tre edizioni. Durante gli anni di permanenza nel programma, prende parte a due spin-off dello stesso: Capodanno con Canale 5 e Rock & Roll. Finita l'esperienza di Non è la Rai, viene chiamata da Antonio Ricci per partecipare in qualità di velina al programma di Canale 5 Striscia la notizia, al fianco di Cristina Quaranta, anche lei proveniente dal programma di Gianni Boncompagni. Nello stesso periodo, tra il 1995 e il 1997, partecipa a diverse campagne pubblicitarie in Italia e all'estero: Guess per gli Stati Uniti, Barilla per l'Europa e Renault per l'Italia.
Nella stagione televisiva 1996-1997 è stata invitata come ospite alla trasmissione Quelli che il calcio, diventando dopo poco tempo una presenza fissa del programma, durante il quale dichiarò di essere tifosa della Juventus e simpatizzante del Vicenza, in quanto fidanzata all'epoca con il calciatore biancorosso Giampiero Maini. Nel 1995 iniziò, con il film Ragazzi della notte, anche la sua carriera di attrice che la porterà, negli anni seguenti, a recitare in diversi film e fiction italiane. Nel 1998 debutta come conduttrice su Italia 1 con la prima edizione di Meteore - Alla ricerca delle stelle perdute, insieme a Amadeus e Gene Gnocchi; la Merz e Gnocchi verranno confermati conduttori anche della seconda edizione del programma l'anno successivo. A novembre dello stesso anno conduce su Rai 1, insieme a Max Pezzali, Sanremo famosi, manifestazione canora che servirà per selezionare i 14 giovani che parteciperanno nella categoria Nuove proposte al successivo 49º Festival di Sanremo. Sempre con Pezzali, il successivo 9 dicembre è inviata per la maratona benefica televisiva Telethon in onda su Rai 1.
Nel 1999 presso l'emittente locale Canale 34 Telenapoli, conduce al fianco di Marino Bartoletti la trasmissione televisiva Number Two. Nello stesso anno torna su Italia 1 conducendo due programmi: in primavera Candid Camera assieme a Marco Balestri, e in autunno con Gene Gnocchi e Giorgio Mastrota la seconda edizione di Meteore - Alla ricerca delle stelle perdute. Risalto mediatico ebbero le critiche degli stilisti durante le sfilate milanesi per le collezioni primavera/estate 1999, quando la showgirl imitò il bagno nel latte tradizionalmente attribuito a Poppea, per conto della linea You Young di Francesco Martini Coveri (nipote di Enrico Coveri). Nel 1999 viene scelta per il calendario sexy 2000 della rivista Maxim.

### Anni duemila
Nei primi mesi del 2000, insieme a Samantha de Grenet, Filippa Lagerbäck e Marco Balestri, conduce Candid Angels, programma contenitore di candid camera, in parte realizzate anche dalle tre conduttrici (che formano appunto le Candid Angels, ispirate nel nome al più famoso trio delle Charlie's Angels). Dato il successo ottenuto, il programma torna in onda con una seconda edizione già nell'inverno dello stesso anno. Sempre nel 2000, è protagonista, insieme a Stefania Rocca e Flavia Vento, degli spot per la campagna di privatizzazione dell'Enel, e recita nel film di serie B Intrigo a Cuba, insieme a Carolina Marconi, ma il film verrà distribuito in Italia solo dopo la partecipazione di quest'ultima alla quarta edizione del Grande Fratello nel 2004.
Nella stagione televisiva 2000-2001 conduce su Italia 1 in seconda serata assieme a Peppe Quintale il programma Quote, dedicato alle scommesse sportive. Nel 2001, sempre con Samantha De Grenet e Filippa Lagerbäck, conduce la terza edizione di Candid Angels. Negli anni successivi, fino all'inizio della gravidanza, ricopre spesso il ruolo di inviata per le partite della Juventus nelle edizioni di Quelli che il calcio condotte da Simona Ventura, su Rai 2.
Nel 2003 è la testimonial di uno spot per la sicurezza stradale, patrocinato dall'ACI con il contributo di Pirelli e Mini; nello stesso anno è ospite fissa de La grande notte del lunedì sera, programma condotto da Gene Gnocchi e Amanda Lear in seconda serata su Rai 2. In contemporanea con il Festival di Sanremo 2004, conduce assieme ad Alex Braga, su RaiSat Extra (Sky) e Rai Utile (digitale terrestre) il programma Festival - Gruppo d'ascolto, ovvero, in diretta da uno studio-salotto, un gruppo d'ascolto speciale composto da giornalisti, esperti, personaggi dello spettacolo e cantanti che hanno già vissuto l'esperienza festivaliera commentano in diretta le serate.
Nell'autunno del 2004 partecipa alla seconda edizione del reality L'isola dei famosi, venendo eliminata nel corso della quarta puntata con il 57% dei voti. Nello stesso anno realizza anche un calendario senza veli per l'anno 2005 con il fotografo Angelo Gigli. La maternità contribuisce a farle abbandonare il mondo dello spettacolo che, come lei stessa ha dichiarato, la faceva sentire "un'incompiuta". Nel 2007 è inviata al Festival di Sanremo per La vita in diretta.

### Anni duemiladieci e duemilaventi
Dal 2017, dopo molti anni di assenza dal piccolo schermo, torna in televisione con piccole apparizioni: il 24 settembre 2017 prende parte come concorrente per beneficenza di una puntata del programma di Canale 5 Caduta libera, il 24 gennaio 2018 partecipa come ospite a 90 Special, programma di Italia 1 condotto da Nicola Savino e l'8 novembre 2020 è ospite di Domenica Live dove racconta che si è ritirata dalle scene per stare con la famiglia.

## Vita privata
Dopo un anno di fidanzamento, nel 2005 si è sposata con l'ex calciatore Fabio Bazzani, con il quale ha due figli.

## Filmografia

### Cinema
- Ragazzi della notte, regia di Jerry Calà (1996)
- Panarea, regia di Pipolo[20] (1996)
- Gli inaffidabili, regia di Jerry Calà (1997)
- Jolly Blu, regia di Stefano Salvati (1998)
- Paparazzi, regia di Neri Parenti[21] (1998)
- Spot, regia di Salvatore Arimatea – mediometraggio (1999)
- Vacanze sulla neve, regia di Mariano Laurenti (1999)
- Intrigo a Cuba, regia di Riccardo Leoni (2004)

### Televisione
- Mamma per caso, regia di Sergio Martino – miniserie TV, episodio 4 (1997)
- Un medico in famiglia – serie TV, episodio 1x38 (1998)
- L'ispettore Giusti – serie TV, 4 episodi (1999)
- Il commissario Montalbano – serie TV, episodio 1x02 (1999)
- Cornetti al miele, regia di Sergio Martino – film TV (2000)
- Turbo – serie TV, episodio 2x04 (2001)
- Il bacio di Dracula (Dracula), regia di Roger Young – miniserie TV (2002)

### Video musicali
- Tieni il tempo, degli 883 (1995)
- Bastardo, degli Stil Novo (2013)

### Pubblicità
- Pasta Barilla (1993)
- Gioielli Status Single (1995)
- Enel Energia (1999)
- PerSempre Arredamenti (2003)
- AISMME Onlus (2007)
- Bagni Star (2020)[senza fonte]

## Programmi televisivi
- Non è la Rai (Canale 5, 1992-1993; Italia 1, 1993-1995)
- Capodanno con Canale 5 (Canale 5, 1992-1993)
- Rock 'n' Roll (Italia 1, 1993)
- Striscia la notizia (Canale 5, 1995-1996) velina
- Quelli che il calcio (Rai 3, 1996-1997) ospite fisso
- Meteore - Alla ricerca delle stelle perdute (Italia 1, 1998-1999)
- Sanremo famosi (Rai 1, 1998)
- Telethon (Rai 1, 1998) inviata
- Number Two (Canale 34 Telenapoli, 1999)
- Candid camera Cafè (Italia 1, 1999)
- Candid Angels (Italia 1, 2001)
- Quote (Italia 1, 2000-2001)
- Quelli che il calcio (Rai 2, 2001-2004) inviata
- La grande notte del lunedì sera (Rai 2, 2002-2003) ospite fisso e giurata
- Festival - Gruppo d'ascolto (Rai Sat Extra, Rai Utile, 2004)
- L'isola dei famosi (Rai 2, 2004) concorrente
- Non è la Rai speciale (Happy Channel, 2005)
- La vita in diretta (Rai 1, 2007) inviata